# Welterbe in Thailand

Zum Welterbe in Thailand gehören (Stand Juli 2024) acht UNESCO-Welterbestätten, darunter fünf Stätten des Weltkulturerbes und drei Stätten des Weltnaturerbes. Thailand ist der Welterbekonvention 1987 beigetreten, die ersten drei Welterbestätte wurde 1991 in die Welterbeliste aufgenommen. Die bislang letzte Welterbestätte wurde 2024 eingetragen.

## Welterbestätten
Die folgende Tabelle listet die UNESCO-Welterbestätten in Thailand in chronologischer Reihenfolge nach dem Jahr ihrer Aufnahme in die Welterbeliste (K – Kulturerbe, N – Naturerbe, K/N – gemischt, (G) – auf der Liste des gefährdeten Welterbes).
| Bild                                                          | Bezeichnung                                                   | Jahr | Typ | Ref. | Beschreibung |
| ------------------------------------------------------------- | ------------------------------------------------------------- | ---- | --- | ---- | --- |
| Historische Stadt Sukhothai und zugehörige historische Städte | Historische Stadt Sukhothai und zugehörige historische Städte | 1991 | K   | 574  | umfasst die Ruinenstädte Sukhothai, Kamphaeng Phet und Si Satchanalai                                                                                            |
| Historische Stadt Ayutthaya                                   | Historische Stadt Ayutthaya (Lage)                            | 1991 | K   | 576  | |
| Wildschutzgebiete Thung Yai-Huai Kha Khaeng                   | Wildschutzgebiete Thung Yai-Huai Kha Khaeng                   | 1991 | N   | 591  | umfasst das Naturschutzgebiet Thung Yai und das Wildschutzgebiet Huai Kha Khaeng                                                                                 |
| Archäologische Stätte von Ban Chiang                          | Archäologische Stätte von Ban Chiang (Lage)                   | 1992 | K   | 575  | |
| Dong Phayayen - Khao Yai Waldkomplex                          | Dong Phayayen - Khao Yai Waldkomplex                          | 2005 | N   | 590  | Waldkomplex der Dong-Phaya-Yen-Bergkette, inkl. dem Khao-Yai-Nationalpark                                                                                        |
| (weitere Bilder)                                              | Waldkomplex Kaeng Krachan (Lage)                              | 2021 | N   | 1461 | |
| Die antike Stadt Si Thep                                      | Die antike Stadt Si Thep (Lage)                               | 2023 | K   | 1662 | Repräsentative Stätten der Architektur des Dvaravati-Reiches, das vom 6. bis zum 10. Jahrhundert in Thailand bestand. Erfüllte Kriterien für Welterbe: ii., iii. |
| Geschichtspark Phu Phrabat                                    | Geschichtspark Phu Phrabat (Lage)                             | 2024 | K   | 1507 | |

## Tentativliste
In der Tentativliste sind die Stätten eingetragen, die für eine Nominierung zur Aufnahme in die Welterbeliste vorgesehen sind.

### Aktuelle Welterbekandidaten
Derzeit (2024) sind sechs Stätten in der Tentativliste von Thailand eingetragen, die letzte Eintragung erfolgte 2024. Die folgende Tabelle listet die Stätten in chronologischer Reihenfolge nach dem Jahr ihrer Aufnahme in die Tentativliste.
| Bild                                                                                    | Bezeichnung                                                                                    | Jahr | Typ | Ref. | Beschreibung |
| --------------------------------------------------------------------------------------- | ---------------------------------------------------------------------------------------------- | ---- | --- | ---- | --- |
| Wat Phra Mahathat Woramahawihan, Nakhon Si Thammarat                                    | Wat Phra Mahathat Woramahawihan, Nakhon Si Thammarat (Lage)                                    | 2012 | K   | 5752 | |
| Monumente, Gedenkstätten und die Kulturlandschaft von Chiang Mai, Hauptstadt von Lan Na | Monumente, Gedenkstätten und die Kulturlandschaft von Chiang Mai, Hauptstadt von Lan Na (Lage) | 2015 | K   | 6003 | |
| Phra That Phanom, die historischen Gebäude und seine Kulturlandschaft                   | Phra That Phanom, die historischen Gebäude und seine Kulturlandschaft (Lage)                   | 2017 | K   | 6183 | |
| Ensemble der Phanom Rung, Muang Tam and Plai Bat Heiligtümer                            | Ensemble der Phanom Rung, Muang Tam and Plai Bat Heiligtümer (Lage)                            | 2019 | K   | 6401 | Phanom Rung, Prasat Mueang Tam und Plai Bat |
| Die Naturschutzreservate der Andamanensee in Thailand                                   | Die Naturschutzreservate der Andamanensee in Thailand                                          | 2021 | N   | 6573 | Umfasst sieben Schutzgebiete: Nationalpark Mu Ko Ranong, Laem Son Nationalpark, Ranong Mangrove, Mu Ko Surin NP, Nationalpark Mu Ko Similan, Khao Lampi-Hat Thai Mueang NP, Sirinat NP |
| Songkhla und seine damit verbundenen Lagunensiedlungen                                  | Songkhla und seine damit verbundenen Lagunensiedlungen                                         | 2024 | K   | 6756 | |

### Ehemalige Welterbekandidaten
Diese Stätten standen früher auf der Tentativliste, wurden jedoch wieder zurückgezogen oder von der UNESCO abgelehnt. Stätten, die in anderen Einträgen auf der Tentativliste enthalten oder Bestandteile von Welterbestätten sind, werden hier nicht berücksichtigt.
| Bild                                                              | Bezeichnung                                                              | Jahr      | Typ | Ref. | Beschreibung                                            |
| ----------------------------------------------------------------- | ------------------------------------------------------------------------ | --------- | --- | ---- | ------------------------------------------------------- |
| Rattanakosin-Insel                                                | Rattanakosin-Insel (Lage)                                                | 1989–1996 | K   |      |                                                         |
| Nationalpark Tarutao                                              | Nationalpark Tarutao (Lage)                                              | 1991–1991 | N   | 589  |                                                         |
| Phimai, seine Kulturroute und die Tempel Phanomroong und Muangtam | Phimai, seine Kulturroute und die Tempel Phanomroong und Muangtam (Lage) | 2004–2019 | K   | 1919 | Ruinen der Khmer-Stadt Phimai mit dazugehörigen Tempeln |